# یواس‌اس تاربل (دی‌دی-۱۴۲)
یواس‌اس تاربل (دی‌دی-۱۴۲) (به انگلیسی: USS Tarbell (DD-142)) یک کشتی بود که طول آن ۳۱۴ فوت ۴ ۱⁄۲ اینچ (۹۵٫۸۲۲ متر) بود. این کشتی در سال ۱۹۱۸ ساخته شد.